# Municipio de Cedar (condado de Muscatine)
El municipio de Cedar (en inglés: Cedar Township) es un municipio ubicado en el condado de Muscatine en el estado estadounidense de Iowa. En el año 2010 tenía una población de 250 habitantes y una densidad poblacional de 5,5 personas por km².

## Geografía
El municipio de Cedar se encuentra ubicado en las coordenadas 41°22′31″N 91°17′15″O / 41.37528, -91.28750. Según la Oficina del Censo de los Estados Unidos, el municipio tiene una superficie total de 45.45 km², de la cual 44,46 km² corresponden a tierra firme y (2,18 %) 0,99 km² es agua.

## Demografía
Según el censo de 2010, había 250 personas residiendo en el municipio de Cedar. La densidad de población era de 5,5 hab./km². De los 250 habitantes, el municipio de Cedar estaba compuesto por el 98,4 % blancos, el 1,6 % eran de otras razas. Del total de la población el 2 % eran hispanos o latinos de cualquier raza.